# Río Pisco
El río Pisco (del quechua: pisqu ‘ave’) es un río del Perú, uno de los cuatro que, de este a oeste, descienden en forma paralela y conforman la red hídrica del departamento de Ica. Estos son el el río San Juan o Chincha, el Pisco, el Ica y el Grande, todos pertenecientes a la vertiente del Pacífico. Está ubicado en las provincias de Pisco, Departamento de Ica y Castrovirreyna, Departamento de Huancavelica.
En su descenso desde las punas andinas, el río toma un dirección predominante noreste-sudoeste, razón por la cual su curso principal proviene del departamento de Huancavelica, aun cuando el departamento de Ayacucho también colinde con Ica.
Su origen está en la laguna Pultoc (departamento de Huancavelica) que se ubica a 5.000 m s. n. m., aunque nace formalmente en la confluencia de los ríos Chiris y Huaytará. Su longitud (incluyendo la de sus afluentes) es de aproximadamente 472 km. El río Pisco, es de los cuatro ríos del departamento de Ica, el que nace a mayor altura, dispone de una mayor cuenca (4500 km²) y un mayor recorrido que los otros tres ríos (170 km). En su descenso hacia la costa, recibe las aguas del río Castrovirreyna. Al igual que el río Chincha, este río regula sus aguas mediante el represamiento de cuatro lagunas en su cuenca de captación.
Cuenta con un humedal en el caserío de Caucato (en la provincia de Pisco), que es utilizado por las aves migratorias que pasan por la región rumbo al norte.
Este río, de régimen irregular, alcanza la extensa llanura costera en un corto pero torrencial recorrido. Por lo irregular de su caudal, lo amplio del valle y el uso intensivo de sus aguas en los cultivos de vid, algodón y frutales, sucede que en los meses de invierno y hasta bien entrada la primavera (de abril a diciembre), alcance a depositar sus aguas en el océano Pacífico. Este fenómeno se acentúa más por las características de clima y suelo, las que, por otra parte, han propiciado el desarrollo de una actividad agroindustrial bastante madura y que cada día requiere mayores cantidades de agua.